# Стронціцький Богдан Едуардович
Богда́н Едуа́рдович Стронці́цький (нар. 13 січня 1968, Львів, Українська РСР, СРСР) — український футболіст. Воротар, більшість кар'єри провів у «Карпатах» (Львів). Дворазовий фіналіст Кубка України. Увійшов до символічної збірної «Карпат» часів незалежності.

## Життєпис

### Ранні роки
З дитинства любив спорт і відвідував секції багатьох видів спорту, серед яких були плавання, водне поло, волейбол, теніс. Перші тренери з футболу — Олександр Римко і Ярослав Канич.
У колективі майстрів дебютував у 1989 році, коли Володимир Булгаков запросив 21-річного воротаря до друголігового «Кристалу» (Херсон). Провівши 2 поєдинки, Стронціцький повернувся на Львівщину, де допоміг «Карпатам» (Кам'янка-Бузька) перемогти у чемпіонаті області та вийти до другої нижчої ліги чемпіонату СРСР. У клубі тоді зібрався сильний колектив, де виступали, зокрема, майбутні гравці київського «Динамо» Василь Кардаш та Андрій Гусін.
Після початку розігрування чемпіонатів незалежної України весь склад кам'янко-бузьких «Карпат» передислокували до Стрия, де за підтримки заступника голови Львівської облдержадміністрації Михайла Гладія місцева «Скала» виступала у першій лізі.
«Скала» (Стрий) відзначилась у Кубку України 1992, де першолігова команда вибила вищолігові «Ниву» (Вінниця) і «Зорю-МАЛС». Головною сенсацією стала рівна гра проти київського «Динамо» — 1:1 у Києві та 1:1 після основного часу у Стрию. Велику роль у вдалій грі команди відіграв воротар Стронціцький. Лише у додатковому часі «Динамо» змогло вирвати перемогу і вихід до чвертьфіналу.
За «Скалу» воротар відзначився одним забитим м'ячем — 5 липня 1992 року у рамках останнього, 30-го туру галичани приймали білоцерківську «Рось» і другому таймі отримали право пробивати пенальті. Його реалізував Богдан Стронціцький.

### «Карпати» (Львів)
Дебют Богдана в офіційних матчах за «Карпати» (Львів) відбувся 25 вересня 1992 року в домашній грі чемпіонату України проти одеського «Чорноморця» — після першого тайму господарі поступались 1:3 і тренер Мирон Маркевич вирішив замість Сергія Чабана випустити на поле 24-річного Стронціцького. Львів'яни забили ще 3 голи, натомість воротар не пропустив жодного м'яча — 4:3. Відтоді Богдан Стронціцький став основним стражем воріт «зелено-білих» на майже 10 років. Разом з командою він дійшов до фіналу Кубка України 1993, де поступився «Динамо» (Київ) 1:2.
Після цього успіху гравця запросили до національної збірної України на збори до Хорватії. Але в офіційній товариській грі проти збірної Хорватії на воротях стояв Андрій Ковтун, а Стронціцький провів лише неофіційну товариську гру з клубом «Хайдук» Спліт (0:2).
Став бронзовим призером чемпіонату України 1997/98, коли провів рекордну для себе «суху» виїзну серію завдовжки у 641 хвилину; фіналістом Кубка України 1998/99. У сезоні 2001/02 остаточно поступився місцем у воротах молодшому Андрієві Тлумаку. Сезон 2002/03 провів у вищоліговій «Таврії» (Сімферополь).
Зараз тренує воротарів у школі львівських «Карпат». Разом з дружиною Надією виховує 3 синів: Олега, Едуарда та Мар'яна.

## Цікаві факти
- Серед кумирів воротаря — Гаральд Шумахер та Жан-Марі Пфафф — герої чемпіонату світу 1986 року.
- Перед грою старався ступати на поле з правої ноги — на фарт.